# Cyrtopodion indusoani
Espèce
Synonymes
- Cyrtodactylus indusoani Khan, 1988

Cyrtopodion indusoani est une espèce de geckos de la famille des Gekkonidae.

## Répartition
Cette espèce est endémique du Pendjab au Pakistan.

## Publication originale
- Khan, 1988 : A new cyrtodactylid gecko from northwestern Punjab, Pakistan. Journal of Herpetology, vol. 22, n. 2, p. 241-243.